# 1900 v hudbě
Na této stránce naleznete seznam událostí, souvisejících s hudbou, které proběhly roku 1900.

## Události
- 01. ledna – premiéra operety Chris and the Wonderful Lamp amerického skladatele Johna Philipa Sousy v New Yorku.[1]
- 14. ledna – premiéra opery Tosca Giacomo Puccini v Římě.[1]
- 18. ledna – V Bruselu se konala premiéra opery Thyl Uylenspiegel Jan Blockxe.[1]
- 22. ledna – Gustav Mahler dirigoval ve Vídni premiéru opery Es war einmal (Bylo, nebylo...) Alexandera von Zemlinského.[1]
- 02. února – Čtyřaktová opera Gustave Charpentiera Louise má premiéru v Paříži[1]

## Narození
- 1. ledna – Xavier Cugat, španělský kapelník († 27. října 1990)
- 26. ledna – Zdeněk Folprecht, český hudební skladatel a dirigent († 29. října 1961)
- 31. ledna – František Bureš, český hudební skladatel a pedagog († 19. září 1959)
- 13. února – Wingy Manone, americký trumpetista († 9. července 1982)
- 2. března – Kurt Weill, německý hudební skladatel († 3. dubna 1950)
- 10. března – Peter DeRose, americký hudební skladatel († 23. dubna 1953)
- 23. dubna – Henry Barraud, francouzský hudební skladatel († 28. prosince 1997)
- 28. května – Tommy Ladnier, americký trumpetista († 4. června 1939)
- 24. června – Gene Austin, americký zpěvák († 24. ledna 1972)
- 13. července – George Lewis, americký klarinetista († 31. prosince 1968)
- 29. července – Don Redman, americký jazzový hudebník († 30. listopadu 1964)
- 22. srpna – Váša Příhoda, český houslista († 26. července 1960)
- 14. listopadu – Aaron Copland, americký hudební skladatel († 2. prosince 1990)[1]

## Úmrtí
- 3. února – Ottokar Nováček, houslista, violista a hudební skladatel (* 13. květen 1866)
- 18. dubna – František Černý, český hudební skladatel (* 29. března 1830)
- 11. září – Jindřich Hartl, český varhaník, hudební skladatel a dirigent (* 30. dubna 1856)
- 15. října – Zdeněk Fibich, český hudební skladatel (* 21. prosince 1850)